# Gregorio Cámara Villar
Gregorio Cámara Villar (Torredonjimeno, 2 de marzo de 1953) es un catedrático de derecho constitucional español que desarrolla su trabajo en la Universidad de Granada. Durante un breve paréntesis en su carrera académica, fue diputado por Granada en el Congreso durante la XI y XII legislatura.

## Biografía
Es doctor en Derecho por la Universidad de Granada, gracias a lo cual obtuvo el primer premio extraordinario de doctorado para el bienio 1979-1981 y premio nacional a la realización de una tesis de carácter social o político, otorgado por el Centro de Investigaciones Sociológicas en 1982. Es catedrático de Derecho Constitucional en la Universidad de Granada y previamente fue profesor visitante en la Universidad de Yale en 1980-81.
Ha desempeñado los cargos de director del Departamento de Derecho Constitucional, director del Secretariado de Extensión Universitaria y director de la Escuela Universitaria de Trabajo Social de la Universidad de Granada. Entre 1998 y 2015 fue director de la Cátedra Fernando de los Ríos, de la Universidad de Granada. También fue Vocal de la Junta Electoral de Andalucía desde 1989 hasta 1994 y, desde 1994 hasta 2005, miembro electivo del Consejo Consultivo de la Junta de Andalucía y de su Comisión Permanente. Es también Patrono de la Fundación Peter Häberle, de la Fundación Cives y de la Fundación Alfonso Perales.
Milintante desde 1978, es secretario de Ideas de la CEP del PSOE de Granada, miembro del Comité de Expertos del PSOE y coordinador del Consejo de Expertos del PSOE para la propuesta de reforma constitucional. Tras las elecciones generales de 2015 fue elegido diputado por Granada en el Congreso de los Diputados, siendo reelegido en 2016.